# Санандува (микрорегион)

Санандува на карте.

Санандува (порт. Microrregião de Sananduva) — микрорегион в Бразилии, входит в штат Риу-Гранди-ду-Сул. Составная часть мезорегиона Северо-запад штата Риу-Гранди-ду-Сул. 
Население составляет 	60 636	 человек (на 2010 год). Площадь — 	3 066,456	 км². Плотность населения — 	19,77	 чел./км².

## Демография
Согласно сведениям, собранным в ходе переписи 2010 г. Национальным институтом географии и статистики (IBGE), население микрорегиона составляет:						
| Полное население                             | Полное население                             | Полное население                             | Полное население                             | 60 636 |
| -------------------------------------------- | -------------------------------------------- | -------------------------------------------- | -------------------------------------------- | ------ |
| в том числе:                                 | Городское население                          | 34 882                                       | Процент городского населения, %              | 57,53  |
|                                              | Сельское население                           | 25 754                                       | Процент сельского населения, %               | 42,47  |
|                                              | Мужское население                            | 30 175                                       | Процент мужского населения, %                | 49,76  |
|                                              | Женское население                            | 30 461                                       | Процент женского населения, %                | 50,24  |
| Плотность населения, чел/км²                 | Плотность населения, чел/км²                 | Плотность населения, чел/км²                 | Плотность населения, чел/км²                 | 19,77  |
| Население микрорегиона в % к населению штата | Население микрорегиона в % к населению штата | Население микрорегиона в % к населению штата | Население микрорегиона в % к населению штата | 0,57   |

## Статистика
- Валовой внутренний продукт на 2003 составляет 697 922 781,00 реалов (данные: Бразильский институт географии и статистики).
- Валовой внутренний продукт на душу населения на 2003 составляет 11 576,32 реалов (данные: Бразильский институт географии и статистики).
- Индекс развития человеческого потенциала на 2000 составляет 0,775 (данные: Программа развития ООН).

## Состав микрорегиона
В составе микрорегиона включены следующие муниципалитеты:
1. Барракан
2. Касики-Добли
3. Ибиаса
4. Машадинью
5. Машимилиану-ди-Алмейда
6. Пайн-Филью
7. Санандува
8. Санту-Эспедиту-ду-Сул
9. Сан-Жозе-ду-Ору
10. Сан-Жуан-да-Уртига
11. Тупанси-ду-Сул